# もっともらしい否認
もっともらしい否認 (もっともらしいひにん 英: plausible deniability)とは、ある出来事に対しほとんど明らかと言っていいほど関与を疑われている人物が、しかしその明白な物的証拠が存在しないために、それを否認することを指す概念。 
典型例としては、政治家が自らの周辺で起きた不祥事に対し「秘書のやったこと」と自らの責任を否定する、といったものが挙げられる。 

## 実際
もっともらしい否認が素直に受け入れられることはなく、たとえ刑事訴追を避けることに成功したとしても、強力な状況証拠があり否認の説得力に欠ける場合、国民は彼の主張に疑いの目を向けることになる。その結果、世論に応える形で引責が示されることは珍しくない。  

## 米国における「もっともらしい否認」
米国では、もっともらしい否認は法的概念である。  それは訴えの内容を証明する証拠の欠如を意味する。  証明の基準は民事事件と刑事事件で異なり、民事事件では、証明の基準は「証拠の優越」であり、刑事事件では、その基準は「合理的な疑いの排除」である。  異議申立て人がその主張の証拠を提供できない場合、たとえそれが真実であるとしても、被告はその主張をもっともらしく否定できる。 
「もっともらしい否認」は歴史を通して存在してきたが、この語句は1960年代初頭に違法だったり、評判が悪く不人気なCIAの行為が公になった場合に高官が不利益を被るのを避けるために、彼らから情報を隠蔽する行為を描写するためにCIAによって造られた。この語句の由来は、1948年6月18日付けのトルーマンの米国国家安全保障会議(NSC)政策文書10/2に端を発する。この文書は「隠密作戦」を「敵対的な外国の国家または団体に対して、あるいは友好的な外国の国家または団体を支援するように周到に計画され、実行されているため米国の関与は明らかではなく、たとえそれが疑われても米国政府はもっともらしく否認ができるもの」とした  。 アイゼンハワー政権の間に 、NSC 10/2はより具体的なNSC 5412/2「隠密作戦」に組み込まれた  。 NSC 5412は1977年に分類が解除され、米国国立公文書館にある。
ウォーターゲート事件(ニクソン大統領率いる共和党が、敵対陣営である民主党本部に盗聴器設置を行ったスキャンダル事件)においてはリチャード・ニクソン大統領とその補佐官の行いに対するもっともらしい否認が繰り返し行われたが、その殆どが失敗に終わり、ニクソン大統領は引責辞任するという結末を迎えた。

## 歴史
「もっともらしい否認」という表現は、中央情報局（CIA）長官アレン・ダレスによって最初に公に使用された。  一方、この概念はかなり古くに遡る。例えば、19世紀に数学者チャールズ・バベッジは「独特の微妙な質問が発生した時に」一時的に審議から除外されることができる「数名の誠実な人々」が審議会にいる必要性を著した。必要があれば、その人の1人が真実をもって「彼は疑わしいいかなる会議にも出席しなかった」ことを宣言することができるからである。

## その他の例
もっともらしい否認のもう1つの例は、そうすることが利益に繋がるので、特定の事実についての知識の習得を積極的に避ける人などである。 
弁護士は自分の弁護を害する事実が存在するかもしれないと考えるかもしれないが、弁護士が実際に知っているならば、倫理規定により彼は相手側にそれらの事実を明らかにしなければならなくなるため、それに気づかないふりをする。 